# デンジャー・クロース 極限着弾
『デンジャー・クロース 極限着弾』（原題：Danger Close: The Battle of Long Tan）は、2019年制作のオーストラリアの戦争映画。監督はクリフ・ステンダース、主演はトラヴィス・フィメル。
ベトナム戦争時の1966年8月、南ベトナムの農園地帯・ロングタンでオーストラリア軍108人が南ベトナム解放民族戦線の2000人と対峙した「ロングタンの戦い」を描いた作品。

## キャスト
括弧内は日本語吹き替え。
- ハリー・スミス少佐：トラヴィス・フィメル（木村昴）
- ボブ・ビュイック軍曹：ルーク・ブレイシー（英語版）（滝知史）
- ポール・ラージ二等兵：ダニエル・ウェバー（英語版）（武内駿輔）
- ジャック・カービー准尉：アレクサンダー・イングランド（時永ヨウ）
- モーリー・スタンリー大尉：アーロン・グレナン（こばたけまさふみ）
- ノエル・グライムズ二等兵：ニコラス・ハミルトン（英語版）（平野潤也）
- パディ・トッド軍曹：ショーン・リッチ（岡本幸輔）
- ジェフ・ケンドール少尉：トラヴィス・ジェフリー（小田柿悠太）
- ゴードン・シャープ少尉：モジャン・アリア（新祐樹）
- バディ・リー伍長：ラサルス・ラトゥエール
- フランク・ライリー中尉：マイルズ・ポラード（結城あくつ）
- エイドリアン・ロバーツ中尉：スティーブン・ピーコック
- ノエル・フォード少佐：マット・ドーラン（英語版）
- コリン・タウンゼント中佐：アンソニー・ヘイズ
- オリバー・デビット・ジャクソン准将：リチャード・ロクスバーグ（尾花かんじ）
- リトル・パティ：エミー・ドゥーガル（織江珠生）